# Jaskinia Wielka Śnieżna
Jaskinia Wielka nieżna (hay "hang động tuyết lớn") là một hệ thống hang động đá vôi nằm trên núi Małołączniak ở dãy núi Tây Tatra, thuộc hệ thống núi Carpathian, ở miền nam Ba Lan. Hang động nằm trong Công viên Quốc gia Tatra.
Với chiều dài 23.723 kilômét (14.741 mi) và chiều sâu là 824 mét (2.703 ft), đây là hang động dài nhất, lớn nhất và sâu nhất ở Ba Lan .

## Hình thái
Wielka nieżna có năm lối vào:
- Jaskinia nieżna ("hang tuyết") - 1.701 mét (5.581 ft) - được phát hiện vào năm 1959
- Jaskinia nad Kotlinami ("hang trên những chiếc ấm") - 1.875 mét (6.152 ft) - được phát hiện vào năm 1966, kết nối với Śnieżna vào năm 1968
- Jasny Awen ("aven sáng") - 1.852 mét (6.076 ft) - khám phá lần đầu tiên vào năm 1959, kết nối với Wielka Śnieżna vào năm 1978
- Jaskinia Wielka Litworowa ("hang đương quy vĩ đại") - 1.906 mét (6.253 ft) - kết nối với Wielka Śnieżna vào năm 1995
- Jaskinia Wilcza ("hang sói ") - 1.672 mét (5.486 ft) - được phát hiện vào năm 1996, kết nối với Wielka Śnieżna vào năm 1999

Chúng được kết nối bởi một hệ thống phức tạp của trục và lối đi. Một số trong số chúng có chứa dòng nước nhỏ, thác nước, hồ hoặc ống truyền nước. Hang động bị rút cạn bởi một con suối karst được gọi là Lodowe ródło ("mùa xuân băng giá").

## Thăm dò
Jaskinia nieżna được phát hiện vào năm 1959 bởi những người tham hiểm từ Zakopane. Năm 1960, nó được khám phá đến độ sâu 545 m (1.788 ft), làm cho nó, vào thời điểm đó, trở thành hang động sâu thứ tư trên thế giới. Trong những năm sau đó, hang động được khám phá tích cực và kết nối với các hang động khác.
Thăm dò vào những năm 1960 đã chạm đáy tại một hố hoặc một ống thoát, một đường hầm hình chữ U chứa đầy nước, ở độ sâu 752 m (2.467 ft). Vào năm 1972, lần đầu tiên những người sử dụng thiết bị lặn đã có thể vượt qua hố ga. Cuộc thám hiểm của họ bị đẩy xuống độ sâu 783 m (2.569 ft).
Những nỗ lực sau đó đã tìm thấy hang động có độ sâu đến 824 m (2.703 ft). Việc thăm dò hang động vẫn đang tiếp diễn, bao gồm cả những nỗ lực kết nối hang với hang Śnieżna Studnia, hang lớn thứ hai ở Ba Lan.